# Рикачов Михайло Олександрович
Рикачов Михайло Олександрович(24 грудня 1840 (6 січня 1841) — 14 квітня 1919) — російський метеоролог, фізикогеограф, академік Петербурзької академії наук.
Декілька разів підіймався в небо для досліджень вільної атмосфери. Ініціатор проведення спостережень з аеростата за формою та переміщенням хмар. З його іменем пов'язана розробка багатьох питань морської метеорології та гідрології суші. Створив магнітні карти Каспійського моря, брав участь у складанні Кліматичної карти Російської імперії.